# Duval megye (Texas)
Duval megye az Amerikai Egyesült Államokban, azon belül Texas államban található. Megyeszékhelye és legnagyobb városa San Diego. Lakosainak száma 9831 fő (2020. április 1.). Duval megye Brooks, McMullen, Jim Hogg, Jim Wells, Live Oak, Webb és La Salle megyékkel határos.

## Népesség
A megye népességének változása:
| Lakosok száma | 11 721 | 11 797 | 11 623 | 11 640 | 11 388 | 9831 |
|               | 2010   | 2011   | 2012   | 2013   | 2015   | 2020 |